# Медаль «За заслуги перед Народной Милицией»
Медаль «За заслуги перед Народной милицией» (чеш.  Vyznamenání Za zásluhy o lidové milice) — государственная награда Чехословацкой Социалистической Республики.

## История
Медаль «За заслуги перед Народной милицией» была учреждена на основании Закона от 18 декабря 1969 года за № 162/1969.

## Положение
Медаль имеет две степени:
- серебряная
- бронзовая

Серебряная медаль «За заслуги перед Народной милицией» вручалась отдельным лицам или коллективам за выдающиеся заслуги, долгосрочный вклад в строительство Народной милиции, значительные достижения в своей работе, направленные на создание соответствующих условий для безопасности и развития.
Бронзовая медаль «За заслуги перед Народной милицией» вручалась отдельным лицам или коллективам за особо активную деятельность, последовательное хорошее выполнение поставленных задач и оказанную помощь в успешном построении Народной милиции и обеспечении её деятельности.
Награждение медалью производилось Указом Президента ЧССР по предложению Центрального комитета Коммунистической партии Чехословакии.
Медаль носится на левой стороне груди и при наличии других медалей располагается перед медалью «10 лет Народной милиции».
Для повседневного ношения предусмотрена планка медали, обтянутая лентой медали с миниатюрной эмблемой Народной милиции:
- для серебряной степени — белого металла
- для бронзовой степени — жёлтого металла

## Описание медали

### Серебряная медаль
Медаль первой степени изготавливалась из металла белого цвета, имела в диаметре 33 мм. На аверсе изображена пятиконечная звезда с вписанным контуром Чехословакии. Внизу лавровая ветвь.
Реверс — горизонтально положенный автомат Калашникова поверх вертикальной липовой ветки. Снизу по окружности идёт надпись: «ZA ZÁSLUHY O LIDOVÉ MILICE» (За заслуги перед Народной милицией).
Медаль при помощи кольца соединена с металлической планкой в виде эмблемы Народной милиции, наложенной на пучки липовых листьев. Планка прикреплена к ленте медали.
Лента медали 38 мм шириной и 55 мм длиной. Расцветка ленты красная-синяя-белая-синяя-красная в соотношении 11:6:4:6:11 мм.

### Бронзовая медаль
Медаль диаметром 33 мм изготавливалась из металла жёлтого цвета.
Аверс и реверс медали соответствуют серебряной степени.